# اختلاف الأئمة العلماء
كتاب «اختلاف الأئمة العلماء» لابن هبيرة يُعد من أهم كتب الفقه المقارن التي لا يستغني عنها المسلم في الحاضر والمستقبل، ومن أبرز الكتب التي قدمت سردًا جديدًا وفريدًا من نوعه حيث سلط الضوء على الاختلاف بين الأئمة العلماء في أبواب الفقه، وبين لنا أن هذا الاختلاف رحمة، وناقش الاختلاف المقصود هنا والفرق بينه وبين الاختلافات الأخرى. ويشتمل الكتاب على الأحكام الشرعية المتعلقة بأمور العبادات والمعاملات وغيرها واختلاف آراء العلماء بالنسبة لهذه الأمور، وكان أول من دَوَّن الفقه: أبو حنيفة النعمان وبعده الإمام مالك ثم جاء الإمام الشافعي وبعده الإمام أحمد بن حنبل، فانحصرت مسائل أهل السنة والجماعة فيهم.
والكتاب يقع في مجلدين، المجلد الأول يحتوي على كتاب الطهارة، وكتاب الصلاة، والجنائز، والزكاة، والصوم والحج والأضحية والبيوع، والرهن والحجر والتصرف في الطرقات، أما الجزء الثاني يحتوي على كتاب العارية والوديعة والغصب والشفعة والإجارة، والنكاح، والفرائض، والطلاق، والجنايات، والإيمان والقضايا.

## نبذة عن المؤلف
يحيى بن هبيرة بن محمد بن هبيرة الذهلي الشيباني، أبو المظفر، عون الدين: من كبار الوزراء في الدولة العباسية. عالم بالفقه والأدب. له نظم جيد. ولد عام 499 هـ في قرية من أعمال دُجيل (بالعراق) ودخل بغداد في صباه، فتعلم صناعة الإنشاء، وقرأ التاريخ والأدب وعلوم الدين.
واتصل بالمقتفي لأمر الله، فولاه بعض الأعمال، وظهرت كفاءته، فارتفعت مكانته.
ثم استوزره المقتفي (سنة 544 هـ) وكان يقول: ما وزر لبني العباس مثله. وهو الّذي لقبه بعون الدين، وكان لقبه جلال الدين، ونعته بالوزير العالم العادل. وقام ابن هبيرة بشؤون الوزارة حكما وسياسة وإدارة، أفضل قيام. وتوفرت له أسباب السعادة. ولما توفي المقتفي وبويع المستنجد، أقره في الوزارة، وعرف قدره، فاستمر في نعمة وحسن تصرف بالأمور، إلى أن توفي ببغداد.
وكان مكرما لأهل العلم، يحضر مجلسه الفضلاء على اختلاف فنونهم. وصنف كتبا، منها «الإيضاح والتبيين في اختلاف الأئمة المجتهدين - خ» و«الاٍشراف على مذاهب الأشراف - خ» فقه، و«الإفصاح عن معاني الصحاح - ط» الجزآن الأول والثانى، و«المقتصد» في النحو، شرحه ابن الخشاب في أربع مجلدات، و«العبادات في الفقه على مذهب أحمد»، و«اختلاف العلماء - خ» في خزانة بغداد لي وهبي أفندي. رقم 411 عمومي. وأرجوزة في «المقصور والممدود» وأرجوزة في «علم الخط» واختصر «إصلاح المنطق» لابن السكيت.
وأخباره كثيرة جدا. ولابن المرستانية (عبيد الله بن علي) كتاب في «سيرته» نقل عنه ابن خلكان وابن رجب. وكان ابن الجوزي من تلاميذه، فجمع بعض فوائده وما سمع منه، في كتاب «المقتبس من الفوائد العونية» نسبة إلى لقبه «عون الدين» وأورد له كلمات مختارة، منها: «احذروا مصارع العقول، عند التهاب الشهوات» وذكر له شعرا، منه قوله:
«والوقت أنفس ما عنيت بحفظه... وأراه أسهل ما عليك يضيع»
وأشار «ابن رجب» إلى كثرة ما مدحه به الشعراء، وأن قصائدهم جمعت في مجلدات، فلما بيعت كتبه، بعد موته، اشتراها حاسد له، فغسلها. توفي عام 560 هـ.

## سبب التأليف وطبعات الكتاب
كتاب «الإفصاح عن معاني الصحاح» لابن هبيرة إنما هو شرح للصحيحين، وهو شرح على الجمع بين الصحيحين للحميدي ت 488، وهو الذي طبع في دار الوطن في 8 مجلدات، ثم طبع في العاصمة في 12
ثم لما تعرض لحديث معاوية وشرحه شرحا طويلا، بدا له أن يحوله إلى كتاب فقه ويذكر فيه الاختلاف بين الأئمة الأربعة والإجماع في المسائل الفقهية مرتبا حسب الأبواب الفقهية، وصدَّر به مقدمة أصولية مختصرة، وصار هذا الكتاب (اختلاف الأئمة العلماء) منفصلا عن الأول (الإفصاح).
حيث قال في أوله:
«... أحمده حمدًا لأنال به من الإخلاص حظًا وقسمًا، وأشهد أن لا إله إلا اللَّه وحده لا شريك له، شهادة أمحو بها ذنبًا وإثمًا ، وأشهد أن سيدنا ونبينا محمدًا عبده ورسوله الذي أذهب بشريعته عن القلوب هما، ومنحهم بها نعما جما  وبعد.
فإن علم الفقه هو أفضل علوم الدين، وأعلى منزلة أهل المعرفة واليقين لما جاء فيه عن سيد المرسلين: " من يرد اللَّهِ به خيرا يفقهه في الدين».
أما قوله: «من يرد به خيرا» فإن هذا شرط وجوابه يفقهه، وهما مجزومان، وقد أنجزم الفعلان بذلك وكان الأصل من يرد، وكذلك كان يفقهه مرفوعًا، فانجزما بجواب الشرط، فحصل بذلك أن المعنى: «من يرد اللَّهِ به خيرا يفقهه»، واقتضى هذا أن من لم يفقهه في الدين لم يكن ممن يرد اللَّهِ به خيرا، ولم يقل: من يرد اللَّهِ به الخير، بالألف واللام، فكان يكون الخير المعهود المعرف بالألف واللام، فدل على أن هذا التنكير للخير هاهنا أوقع لأن من لم يفقهه في الدين فإنه لا يرد به خيرًا... إلخ.
- طبع هذا الكتاب طبعة أحسن وأفضل عن دار العلا للنشر والتوزيع بالقاهرة، وتوزيع دار ابن عفان بالقاهرة أيضا في مجلدين، تحقيق محمد حسين الأزهري، باسم: «إجماع الأئمة الأربعة واختلافهم».
- بيَّن المحقق (محمد الأزهري) من خلال الدراسة ما سبق ونبه على الأخطاء التي جاءت في الطبعة السابقة، وخطأ العنوان باسم الإفصاح على النحو الذي ذكرناه.